# The Hunter (jogo eletrônico)
The Hunter, estilizado como theHunter, é um jogo eletrônico de computador de caça de primeira pessoa online lançado em março de 2009.

## Desenvolvimento e Titularidade
The Hunter foi desenvolvido por Emote Games baseado no Reino Unido, em conjunto com o estúdio sueco Avalanche Studios. Em 18 de fevereiro de 2010 a Avalanche Studios anunciou a aquisição de todos os direitos da propriedade intelectual de "The Hunter" anteriormente possuía por Emote Games. Em relação à aquisição do novo estúdio Expansive Worlds foi formada que irá atuar como a divisão de jogos online da Avalanche e continuar o desenvolvimento de "The Hunter".

## Desenvolvimento contínuo e tecnologia
Os desenvolvedores estão constantemente atualizando e evoluindo o jogo, e novos conteúdos e ajustes são adicionados regularmente. The Hunter não é um jogo baseado em browser, mas sim um jogo de PC completo que roda a partir do disco rígido do jogador. No entanto, uma visita ao site é necessária para iniciar o jogo e uma interface com recursos de troféus online.
The Hunter usa a Avalanche Studios proprietária da Avalanche Engine 2 que usa conteúdo processual gerado, e assim pode arrumar um mundo de jogo grande e sofisticado em um download relativamente pequeno (1.63Gb em julho de 2014). O motor avançado permite ciclos noite-dia, iluminação sutil e sombreamento e efeitos climáticos naturais.

## Jogabilidade
The Hunter é um jogo Free-to-Play para PC que recria a caça de animais selvagens em uma forma mais realista possível. A definição inicial está em uma ilha de mundo aberto com base em vários lugares, incluindo as ilhas e arredores do estado de Washington, nos Estados Unidos. O jogo grátis caracteriza em três espécies de animais para caçar (veado-mula, coelho-cauda-de-algodão e o coelho-europeu), e os assinantes podem desbloquear outros animais (com a compra de uma associação ou de licença para um animal específico), juntamente com uma variedade de armas, arcos e iscas com as quais caçá-los. Mais animais são planejados para versões futuras do jogo.
Para jogar o jogador deve primeiro criar um personagem no jogo no website www.thehunter.com, que inclui ferramentas de redes sociais e recursos de mensagens para permitir aos jogadores se conectar e compartilhar experiências no jogo. Criando um personagem requer a seleção de um avatar de rosto único, e acrescentando um nome único. Uma vez que um personagem é criado e o tutorial concluído, o jogador pode caçar livremente e ativar missões e ganhar um dos dois tipos de moeda no jogo chamado de gm$. Completando as primeiras 3 missões de Veados-Mula desbloqueia novas missões a partir de outros animais no jogo.
Os jogadores devem usar cobertura natural para evitar a detecção pelos animais no jogo. Veado-mula, coelho-cauda-de-algodão e o coelho-europeu podem ser caçados de graça, e as outras espécies: Veado-cauda-branca, veado-cauda-preta, Elk Roosevelt, peru, coiote, porco-monteiro, faisão, urso-negro, alce, javali, corça, veado-vermelho, raposa-vermelha, urso-pardo, pato-real, ganso-do-canadá, alce e íbex-dos-alpes, podem ser caçados por assinantes. Cada espécie de animal reage a diferentes estímulos de diferentes maneiras. Detecção de odor para os quadrúpedes é o seu sentido mais aguçado, o que significa que o jogador tem que estar ciente da direção do vento ou o animal pode sentir o cheiro do jogador e fugir. Os jogadores também devem prestar muita atenção para a paisagem sonora, para ouvir os sinais sutis que indicam a presença de animais na localidade.
A jogabilidade gira em torno do rastreamento e abate dos animais com as armas fornecidas, embora a câmera digital também está disponível para aqueles que não querem atirar com uma arma. Pegadas de animais podem ser encontrados e identificadas com o "HunterMate" opcional dentro do jogo um dispositivo semelhante a um GPS que identifica pegadas, fezes, trilhas de sangue, e as chamadas de origem animal e grunhidos. Em agosto de 2009, mais de 200 animais aparecem na ilha quando um jogo começa, localizados com um elemento de randomização.
Zonas de caça adicionadas desde maio de 2011 são: Settler Creeks (floresta acidentada de montanha da América do Norte, e propriedades rurais abandonadas); Redfeather Falls (montanhas canadenses e pântanos); Hirschfelden (fazendas e florestas montanhosas da Alemanha); Hemmeldal (Montanhas nevadas do norte da Suécia, pântanos e lagos gelados), que também é a primeira reserva a permitir a caça durante a queda de neve; Rougarou Bayou (Sul dos Estados Unidos); Val-des-Bois (montanhas acidentadas, prados e florestas dos Alpes). Os assinantes podem optar por começar em qualquer lugar nestas zonas de caça (desde que tenham uma tenda, caso contrário, um pavilhão de caça pode ser escolhido tem entre dois ou três em cada reserva), e em qualquer hora do dia, entre 05:00 e 16:00.
As reservas e as espécies que podem ser caçadas são as seguintes:
- Whitehart Island: Veado-cauda-branca, veado-cauda-preta, elk roosevelt, peru e coiote
- Logger's Point: Veado-mula, veado-cauda-branca, porco-monteiro, faisão, coiote e coelho-cauda-de-algodão
- Settler Creeks: Veado-cauda-branca, elk roosevelt, porco-monteiro, urso-negro, peru e coelho-cauda-de-algodão
- Redfeather Falls: Elk roosevelt, alce, urso-negro, veado-cauda-branca e veado-cauda-preta
- Hirschfelden: Veado-vermelho, corça, javali, faisão, raposa-vermelha e ganso-do-canadá
- Hemmeldal: Urso-pardo, alce, corça, raposa-vermelha e rena
- Rougarou Bayou: Urso-negro, javali, pato-real e veado-de-cauda-branca
- Val-des-Bois: Veado-vermelho, corça, urso-pardo, raposa-vermelha, íbex-dos-alpes e coelho-europeu

Jogadores Free-to-Play foram inicialmente restritos durante o lançamento na reserva Whitehart Island. Em seguida, a partir de maio de 2011, foi lançada uma nova ilha de 5.9 km2 chamada de Logger's Point foi feita para os Free-to-Play, e o acesso foi impedido para a principal Whitehart Island a menos que tenha uma assinatura. A partir de 3 de junho de 2013 todas as reservas de caça podem ser visitadas e jogados por usuários Free-to-Play do jogo, mas com uma escolha limitada de pontos de início.
The Hunter também possui elementos de RPG. Enquanto os jogadores rastream e identificam cada animal a sua habilidade nessa área melhora. Habilidades de armas também podem ser melhoradas por causar abates com sucesso em animais. Melhorar as habilidades de caça torna os animais mais fáceis de encontrar, e a arma não sofrerá tanta "oscilação", quando disparada.
Habilidades, missões, e as estatísticas de caça são registradas pelo jogo e exibidas na página de perfil do jogador no site, embora não possam ser vistas enquanto a caça não terminar.
Multiplayer foi lançado em 3 de junho de 2013 e permite que os jogadores tanto para hospedar e jogar em mapas com até 8 jogadores. Usuários gratuitos só podem entrar no multiplayer se o anfitrião permitir. Um novo conjunto de animações também foi lançado, juntamente com um novo modo de inventário, roupas novas e algumas pequenas alterações. Até mesmo o site passou por uma remodelagem completa.
Em julho de 2013, a raposa-vermelha estreou, com uma pequena população em Hirschfelden e uma maior em Hemmeldal. E novamente no final de 2013 por patos-reais na reserva Rougarou Bayou.
Ganso-do-canadá foi adicionado em 27 de março de 2014, como a sexta espécie em Hirschfelden, marcando pela primeira vez uma reserva com seis espécies e a primeira com duas espécies de aves para caçar.
Em setembro de 2014, íbex-dos-alpes foi adicionado na nova reserva alpina Val-des-Bois. É a primeira presa da família das cabras. E a reserva deu inicio a uma nova atividade no jogo: simplificado escalada.

## Recepção
The Hunter reuniu críticas positivas durante o seu período de lançamento. A comunidade de caça ficou impressionada com o jogo, e agradou pelo seu realismo. Uma "experiência incrivelmente tensa e linda... Mais de 100.000 jogadores" revista PC Gamer, revisão de setembro de 2009.

## Pagamento
O jogo é gratuito para jogar, mas as licenças devem ser adquiridas para caçar quaisquer animais que não sejam o veado-mula, coelho-cauda-de-algodão e o coelho-europeu, assim como quaisquer outras armas, munição e outros equipamentos. Pagamento de opções extras do jogo podem ser aceitas por telefone, telefone celular, bem como por PayPal ou cartão de crédito. Assinaturas não se "auto renovam."